# Gabriel Jeanton
Gabriel-François-Jules Jeanton, né le 15 mai 1881 à Lacrost et mort le 6 novembre 1943 à Mâcon est un historien et archéologue mâconnais qui s'intéressa tout particulièrement aux traditions populaires de sa région. Ses très nombreux travaux sur le Mâconnais et le Tournugeois lui valurent une grande renommée.

## Biographie
Président du tribunal civil de Mâcon de 1925 à sa mort, il fut, entre autres, conservateur du musée de Tournus, président de l'Académie des sciences, arts et Belles Lettres de Mâcon de 1925 à 1935 et de la Société des amis des arts et des sciences de Tournus (SAAST).
Gabriel Jeanton, fait chevalier de la Légion d'honneur en 1936, avait épousé en 1920 Germaine Adam.
Dans le hall de la mairie d'Azé a été installé en 2010 un médaillon représentant Gabriel Jeanton, sculpté en pierre de Buxy par l'artiste mâconnais Maxime Descombin et offert à l'historien en mai 1939 par les tailleurs de pierre du département pour son précieux soutien dans les domaines historique et archéologique.

## Publications
- L'ancienne paroisse de Préty en Mâconnais, Librairie Adolphe Miège, Tournus, 1903 (ouvrage co-écrit avec l'abbé Léon Ravenet).
- Notices sur les Hôtels et les Collèges Bourguignons du Quartier Latin et particulièrement sur l'Hôtel et le quartier des Comtes de Mâcon, Protat, Mâcon, 1906.
- La parenté d'Érasme en Bourgogne, Mâcon, Protat, 1917 (tiré à part d'un texte extrait des Annales de l'Académie de Mâcon, tome XIX).
- La chapelle du Poizat, relevant des Ordres du Temple et de Saint-Jean de Jérusalem, seigneuries, chapelles, Commanderies, 1918
- Les commanderies du Temple Sainte-Catherine de Montbellet et de Rougepont, 1918
- Les Juifs en Mâconnais, Protat, Mâcon, 1919 (tiré à part d'un texte extrait des Annales de l'Académie de Mâcon, tome XX).
- Le Mâconnais traditionaliste et populaire, vol. 1, Le peuple, le costume, l'habitation, Protat frères, Mâcon, 1920. 108 p.
- Le Mâconnais traditionaliste et populaire, vol. 2, Pèlerinages et légendes sacrées, Protat frères, Mâcon, 1921. 104 p.
- Le Mâconnais traditionaliste et populaire, vol. 3, Fêtes du terroir et coutumes du foyer, Protat frères, Mâcon, 1922. 104 p.
- Le Mâconnais traditionaliste et populaire, vol. 4, Naissances, mariages, sépultures, Protat frères, Mâcon, 1923. 100 p.
  - Prix Fabien de l’Académie française en 1925.
- Les Cheminées sarrasines. Étude d'Ethnographie et d'Archéologie Bressane, 1924
- Les Foyères en terre cuite de la fabrique de la Verzée, Protat frères, Mâcon, 1926.
- Les Familles du nom de Genton ou ses variantes orthographiques Genthon, Jeanton, Janton, Jenton, etc., Protat frères, Mâcon, 1926.
- Le Mâconnais gallo-romain. Répertoire des découvertes archéologiques faites dans l'arrondissement de Mâcon, 1926-1927
- Logis et Hôtelleries du vieux Mâcon, Delcassan, Mâcon, 1927.
- La Légende et l'Histoire au pays Mâconnais, Protat frères, Mâcon, 1929. 104 p.
- Un procès de sorcellerie à Mâcon au XVIIe siècle, 1931
- L'Habitation rustique au pays Mâconnais. Étude de folklore, d'ethnographie et de géographie humaine, SAAST, Tournus, 1932.
- Le Vieux Mâcon. Histoire des rues et des quartiers de la ville, Renaudier, Mâcon, 1934.
- Pays de Mâcon et de Chalon avant l'an mille. Notes de géographie historique., Sapet et Schenck, Dijon-Mâcon-Tournus, 1934.
- L'Habitation paysanne en Bresse. Étude d'ethnographie par Gabriel Jeanton. Étude linguistique par A. Duraffour, Amis des Arts et des Sciences, Tournus, 1935.
- Costumes de Bourgogne. Bresse et Mâconnais - Costumes Bressans et Mâconnais., Buguet-Comptour, Mâcon, 1937.
- Le Meuble rustique de la Bresse et du Mâconnais suivi d'une étude sur la décoration particulière au mobilier de la Bourgogne méridionale., Amis des Arts et des Sciences, Tournus, 1938.
- Les Arts populaires en Bresse et en Mâconnais. La céramique rustique et l'imagerie populaire., Buguet-Comptour, Mâcon 1943.

## Distinctions
- Chevalier de la Légion d'honneur (1936)

## Hommages
Trois communes de Saône-et-Loire ont attribué son nom à une de leur voies : Mâcon, Tournus et Lacrost.